# Rue de Belgrade (Grenoble)
Pour les articles homonymes, voir Rue de Belgrade.
La rue de Belgrade est une voie publique de la commune française de Grenoble. Elle est située dans le quartier Hyper-centre de Grenoble

## Situation et accès

### Situation
La rue de Belgrade permet de relier les quais de la rive gauche de l'Isère à la rue Clot-Bey. Elle débute au niveau du quai Stéphane Jay, à l'est du pont Marius-Gontard et se termine à l'intersection de la rue du Dr Bailly par le No 21, selon, approximativement, un axe nord-sud. Cette voie, qui traverse la place de Philippeville, se prolonge vers l'ouest sous l'appellation de rue Clot-Bey.

### Accès
Accessible à pied et en voiture depuis n'importe quel point de ville, cette voie est desservie par les lignes A et B et D du réseau de tramway de l'agglomération grenobloise. La station la plus proche (située rue Molière, un rue parallèle et accessible par la rue du Dr Bailly) se dénomme Victor Hugo.

## Origine du nom
Le nom de cette voie est dédié à la capitale actuelle de la Serbie (et à l'époque de l'attribution du nom, capitale de la Yougoslavie).

## Historique

### Le couvent, l'église et la rue des Augustins
Cette voie fut tout d'abord dénommée « rue des Augustins » en raison de la présence d'un couvent et de l'église des Augustins dans sa partie comprise entre les quais de l'Isère, la rue Montorge, la rue Saint-Louis et l'ancienne place Saint-Louis devenue rue Raoul Blanchard. Sur un terrain cédé par Charles Ier de Créquy, gendre du connétable François de Bonne de Lesdiguières et contigu à cette voie, l'Ordre de Saint Augustin avait posé la première pierre de leur couvent en 1632.
Dix ans après, les bâtiments étaient assez achevés pour que puisse s'y réunir le chapitre général de l'ordre. En 1969, lors du creusement du parking de Philippeville, à l'emplacement de l'ancien monastère, plusieurs caveaux contenant des sépultures furent éventrés par les pelleteuses.

### La rue de France
Le couvent et l'église des Augustins furent fermés puis démolis pendant la Révolution française. C'est durant cette même période que cette voie reçut le nom de « rue de France ». C'est dans cette rue que se situait une des entrées de l'ancien hôpital public de Grenoble jusqu'à la fin du XIXe siècle.

### La place de la Manutention
Cette place qui sépare la rue en deux parties correspond à l'emplacement du couvent démoli durant la Révolution. Elle fut rebaptisée « place de Philippeville » en 1962.

### La rue de Belgrade
En décembre 1926, la voie est rebaptisée sous ce nom définitif afin d'honorer la ville de Belgrade, alors capitale du royaume des Serbes, Croates et Slovènes qui deviendra, trois ans plus tard, la capitale du royaume de Yougoslavie.

## Bâtiments remarquables et lieux de mémoire
- No 2 : l'hôtel de Franquières (anciennement hôtel Marie Vignon), construit au début du XVIIe siècle, à la demande de François de Bonne, duc de Lesdiguières et connétable de France pour sa seconde épouse compagne, puis épouse Marie Vignon. Il est situé à l'angle de la rue de Belgrade et du quai Stéphane Jay[4].
 Au XIXe siècle, l'édifice devient la résidence de Louis-Aymon de Franquières, qui adjoint un nouvel immeuble contre l’édifice dans les années 1870, dissimulant ainsi la façade originelle depuis les quais de l’Isère. Le portail d’entrée ainsi que l'escalier à balustres de pierre, datant de l'époque de sa construction, sont en 2022, toujours situés dans une cour intérieure[5]. Avant d'être nommé ministre de la santé par Édouard Philippe, le député Olivier Véran (élu dans la première circonscription de l'Isère) avait installé sa permanence dans cette demeure[6].